# Wolf 424
Wolf 424 este un sistem de stele binare din care fac parte două pitice roșii, aflate la o distanță, față de Soare, de aproximativ 14,2 ani lumină. El se află în constelația Fecioara, între stelele ε Virginis și δ Virginis.
Ele se află pe orbite eliptice care variază între 2,6 și 4,2ua distanță pe o perioadă de 16,2 ani.
Deși relativ apropiat, acest sistem stelar este invizibil cu ochiul liber, nu a fost descoperit decât în epoca modernă de către Maximilian Franz Joseph Wolf, în 1919, întrucât aceste pitice roșii sunt, în mod evident, foarte puțin strălucitoare: luminozitatea lor este egală cu 14/100 000e din cea a Soarelui, adică 0,014 %. 

Viteza radială a sistemului stelar Wolf 424 este de 2 km/s.